# Akuyaku Reijō no Tsuihōgo!
Akuyaku Reijō no Tsuihōgo! Kyōkai Kaikaku Gohan de Yūyū Shisutā-gurashi (悪役令嬢の追放後！ 教会改革ごはんで悠々シスター暮らし ¡Después del exilio de la villana! Viviendo tranquilamente como una monja reformándose con provisiones en la iglesia?), también conocida como I Was Exiled as a Villainess! I Am Now a Sister Living the Good Life Through a Culinary Reform, es una serie de novelas web japonesas escritas por Tail Yuzuhara. Se publicó por entregas en línea desde septiembre de 2018 hasta mayo de 2020 en el sitio web de publicación de novelas generadas por usuarios Shōsetsuka ni Narō. Una adaptación al manga, con ilustraciones de Tsumuji Yoshimura, se publicó en línea a través del sitio web de manga ComicWalker de Kadokawa Corporation entre diciembre de 2018 y julio de 2024, recopilada en once volúmenes tankōbon. Una novela ligera con ilustraciones de Yū Shiroya y diseños de personajes de Yoshimura se publicó en dos volúmenes por ASCII Media Works entre marzo y septiembre de 2019. Una adaptación al anime fue anunciado en agosto de 2025.

## Sinopsis
La villana Elizabeth es acusada falsamente y como consecuencia, es expulsada de la nobleza. En su vida anterior como una joven del Japón moderno, fue una exitosa organizadora de eventos, pero después de haber reencarnado en un mundo de fantasía, decide retirarse del drama social para dedicarse a vivir en paz como una monja en una iglesia de campo. Con los conocimientos de su vida pasada, mejora la vida diaria en su nuevo entorno, especialmente a través de la comida.
La tranquilidad se ve ligeramente alterada con la llegada de un comandante de la guardia, dando paso a nuevas dinámicas entre los personajes en un ambiente cálido, pero lleno de lecciones sobre el perdón, el propósito y la reconstrucción personal.

## Personajes
Elizabeth Fontini (エリザベス・フォンティーニ?)
Protagonista principal de la historia. En su vida anterior, era una joven japonesa sobrecargada de trabajo como organizadora de fiestas, falleciendo como consecuencia. Para su sorpresa, despierta convertida en Elizabeth, de 5 años, la futura villana del juego otome "Princess Life: Dawn Confesion". A pesar de conocer ya su destino, Elizabeth demuestra inteligencia e ingenio en un intento por cambiarlo, siendo amable y trabajadora. Desafortunadamente, su belleza, su alta posición socioeconómica (como hija del duque Fontini) y su supuesta rivalidad con la princesa Rosetta, genera una serie de malentendidos que ocasiona que Elizabeth sea falsamente acusada de ser una villana, siendo despojada de su título y desterrada a la Iglesia de Nortia para vivir una vida de monja. Sin embargo, parece disfrutar de su nueva vida, libre de restricciones, más de lo esperado.

## Contenido de la obra

### Novela web
Escrito por Tail Yuzuhara, Akuyaku Reijō no Tsuihōgo! Kyōkai Kaikaku Gohan de Yūyū Shisutā-gurashi se serializó como novela web en el sitio web Shōsetsuka ni Narō del 1 de septiembre de 2018 al 2 de mayo de 2020.

### Manga
Una adaptación al manga ilustrada por Tsumuji Yoshimura fue serializada en el sitio web de manga ComicWalker de Kadokawa Corporation del 3 de diciembre de 2018 al 17 de julio de 2024. Los capítulos del manga fueron compilados en once volúmenes tankōbon lanzados del 5 de marzo de 2019 al 5 de agosto de 2024. La adaptación al manga se publica en inglés en el sitio web BookWalker de Kadokawa.

#### Lista de volúmenes
| N.º | Fecha de lanzamiento    | ISBN original          |
| --- | ----------------------- | ---------------------- |
| 1   | 5 de junio de 2019      | ISBN 978-4-04-065431-7 |
| 2   | 5 de septiembre de 2019 | ISBN 978-4-04-064054-9 |
| 3   | 2 de mayo de 2020       | ISBN 978-4-04-064577-3 |
| 4   | 4 de diciembre de 2020  | ISBN 978-4-04-065989-3 |
| 5   | 5 de julio de 2021      | ISBN 978-4-04-680587-4 |
| 6   | 4 de febrero de 2022    | ISBN 978-4-04-681068-7 |
| 7   | 5 de agosto de 2022     | ISBN 978-4-04-681673-3 |
| 8   | 5 de agosto de 2022     | ISBN 978-4-04-682189-8 |
| 9   | 4 de agosto de 2023     | ISBN 978-4-04-682629-9 |
| 10  | 5 de febrero de 2024    | ISBN 978-4-04-683247-4 |
| 11  | 5 de agosto de 2024     | ISBN 978-4-04-683904-6 |

### Novela ligera
Una versión de novela ligera con ilustraciones de Yū Shiroya y diseños de personajes de Yoshimura fue publicada en dos volúmenes por ASCII Media Works del 5 de marzo al 5 de septiembre de 2019.

#### Lista de volúmenes
| N.º | Fecha de lanzamiento    | ISBN original          |
| --- | ----------------------- | ---------------------- |
| 1   | 5 de marzo de 2019      | ISBN 978-4-04-912306-7 |
| 2   | 5 de septiembre de 2019 | ISBN 978-4-04-912769-0 |

### Anime
Se ha anunciado una adaptación al anime el 4 de agosto de 2025.